# Eduard Strauss II

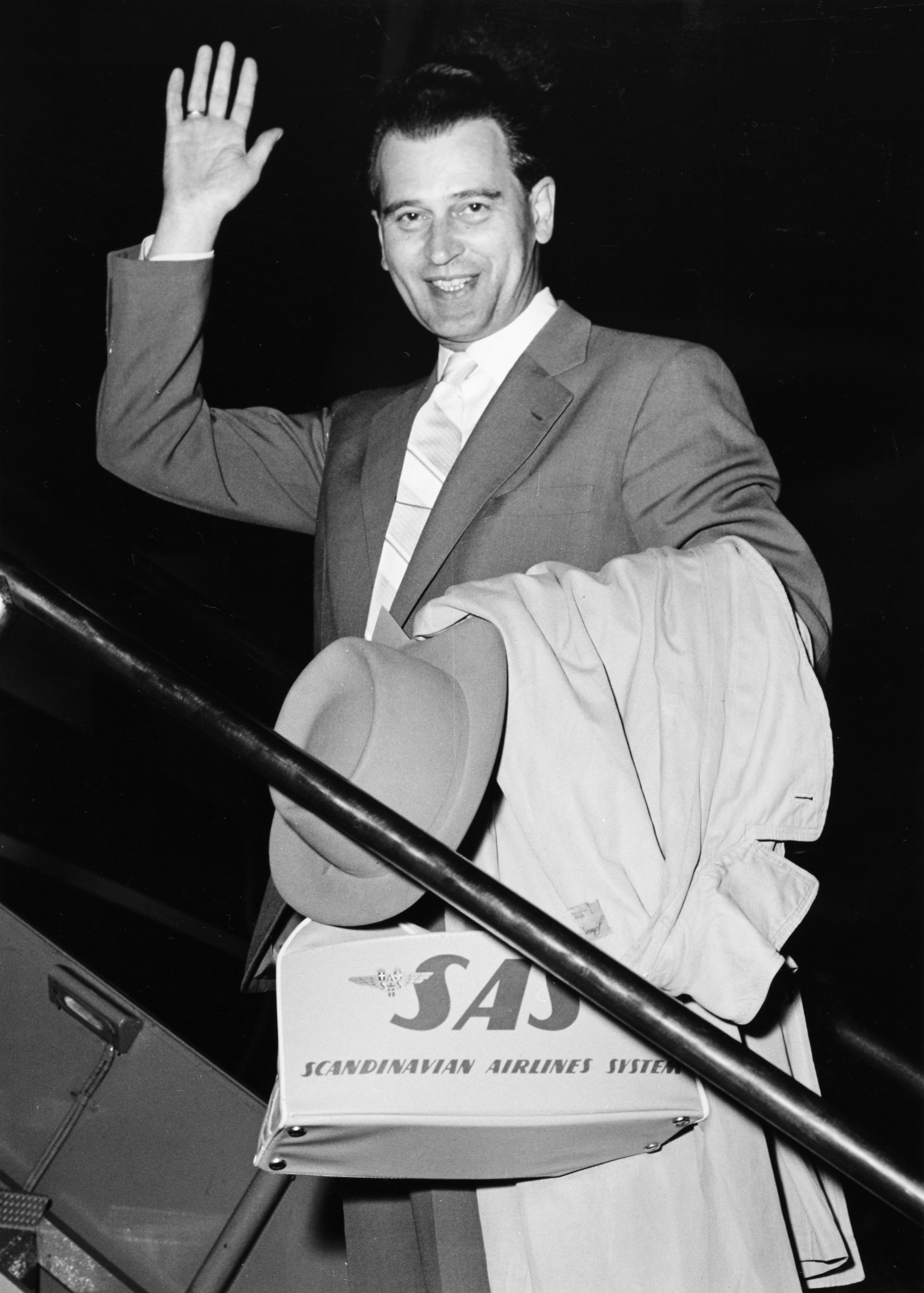
Eduard Strauss II i Köpenhamn 1958.

Eduard Strauss II (Eduard Leopold Maria Strauss), född 29 mars 1910 i Wien, död 6 april 1969 i Berlin, var en österrikisk dirigent. Han var brorson till Johann Strauss III, sonson till Eduard Strauss och sonsonson till Johann Strauss den äldre.

## Biografi
Eduard Strauss var son till Josef Eduard Strauss (även kallad Josef Strauss II, 1868–1940) och Cäcilie (även Zäzilia) född Zack (även Žak, 1878–1951). I grundskolan fick han sina första violinlektioner vid sex års ålder. Vid tolv år bestämde han sig för att bli musiker och lärde sig spela piano och valthorn. Han studerade musikteori vid Wiens musikkonservatorium och komposition för Franz Schmidt. Fram till sin militärinkallelse undervisade han vid "Auer-Weissgerber-Gesangsschule" i Wien och mellan 1946 och 1956 var han lärare och repetitör vid musikkonservatoriet.
1949 tillfrågades han av Johann-Strauss-Sällskapet i Wien om han kunde tänka sig att uppträda på "Wiener Festwochen" och dirigera musik av familjen Strauss, vilket han accepterade efter lite betänketid. Hans debut ägde rum i Wiens Rådhus den 4 juni 1949 (50 år efter Johann Strauss den yngres död och 100 år efter Johann Strauss den äldres död) då han dirigerade valsen An der schönen blauen Donau. Den 11 december dirigerade han sin första Straussoperett - Wiener Blut - på Wiener Volksoper. I juli 1950 dirigerade han Wienerfilharmonikerna för första gången och 1954 for han på sin första utlandsturné med Neuen Wiener Konzertverein till Tyskland och Schweiz. Samma år medverkade han i tre filmer: i Ewiger Walzer spelade han sin farfar Eduard Strauss, i Mädchenjahre einer Königin sin farfarsfar Johann Strauss den äldre och Der Komödiant von Wien sin farfars bror Johann Strauss den yngre.
1956 slutade han undervisa och ägnade sig enbart åt dirigering. I juli 1956 började han den första av totalt sex turnéer till Japan, som alla varade i flera månader. Hans spelningar där väckte enorm uppmärksamhet och inledde en stor efterfrågan på musik av familjen Strauss. Han återvände för fler turnéer åren 1958, 1962, 1964, 1965 och slutligen 1967. Turnén 1956 följdes av en omväg för två konserter i Manila, följt av konserter i Seoul 1957 och 1962.
Utlandsturnéer eller enstaka gästföreställningar förde honom till Tyskland (1954, 1955, 1957, 1958, 1962, 1966, 1968), Schweiz (1954, 1955, 1956, 1968), Italien (1957), Ungern (1960, 1961, 1963), Sovjetunionen (1960), Frankrike (1962, 1964), Norge (1963), Danmark (1963, 1965, 1967), Storbritannien (1964), Sverige (1964), Bulgarien (1964), Tjeckoslovakien (1963, 1964, 1966 , 1967), Kanada (1965, 1966), USA (1966), Polen (1967) och Grekland (1963)
Han har bland annat dirigerat Wienerfilharmonikerna, Wienersymfonikerna, Tokyos filharmoniska orkester, Royal Philharmonic Orchestra, Mozarteumorchester Salzburg och Sankt Petersburgs filharmoniska orkester. 1956 gjorde han sin första skivinspelning och 1969 inspelningar för österrikiska radion.
1961 dirigerade han Franz Lehárs operett Glada änkan i Kairo, som framfördes där för första gången på egyptiska.
1966 grundade han tillsammans med andra musiker orkestern Wiener Johann Strauss Orchester, vilken han ledde fram till sin död.
1950 gifte han sig med Elisabeth Pontes (1919–2001), deras son Eduard Strauss föddes 1955, arbetade som domare fram till sin pensionering (slutet av april 2020) och är nuvarande familjeöverhuvud för musikdynastin Strauss. Eduard Strauss II dog helt oväntat den 6 april 1969 av en blödning till följd av en icke upptäckt eller behandlad aortabråck. Elisabeth var efter makens död och fram till sin egen, flitigt verksam som föredragshållare om familjen. Efter 1969 finns det ingen av Straussfamiljens ättlingar som i professionell mening ägnar sig åt musik.